# Dysphagia
Dysphagia is een internationaal, aan collegiale toetsing onderworpen wetenschappelijk tijdschrift over slikken en dysfagie (slikproblemen). Het wordt uitgegeven door Springer Science+Business Media en verschijnt 4 keer per jaar.